# Ferrari 340 America
De Ferrari 340 America is een raceauto van het Italiaanse automerk Ferrari.
De Ferrari 340 America werd vervangen door zijn grotere broer, de Ferrari 375 America.

## Specificaties

### Afmetingen
- Wielbasis: 2420 mm
- Spoorbreedte voor: 1278 mm
- Spoorbreedte achter: 1250 mm
- Leeg gewicht: 900 kg
- Tankgrootte: 135 l

### Motor
- Type: V12

### Prestaties
- Topsnelheid: 240 km/h